# Chelonus luzonicus
Chelonus luzonicus är en stekelart som först beskrevs av Baker 1926.  Chelonus luzonicus ingår i släktet Chelonus och familjen bracksteklar. Inga underarter finns listade i Catalogue of Life.